# Форт-Лодердейл Страйкерс (1977—1983)
«Форт-Лодердейл Страйкерс» — бывший американский футбольный клуб, потомок «Вашингтон Дартс», «Майами Гатос» и «Майами Торос», которые играли в Форт-Лодердейл, штат Флорида.
«Страйкерс» были членами Североамериканской футбольной лиги с 1977 по 1983 год. Они принадлежали Джо Робби, который также владел «Майами Долфинс».

## Основные контракты
Первым крупным контрактом «Форт-Лодердейл» был английский вратарь-легенда Гордон Бэнкс. Бэнкс был лучшим голкипером лиги в первый год, несмотря на то, что был слепой на один глаз.
Легендарный Джордж Бест подписал контракт со «Страйкерс» в середине 1978 года после ссоры с руководством в «Лос-Анджелес Ацтекс». Бест играл до конца 1978 года и весь 1979 год.
В 1979 году «Страйкерс» подписали перуанскую легенду, Теофило Кубильяса, который играл за клуб до их отъезда в Миннесоту в 1983 году. В 1979 году «Страйкерс» также был приобретён немецкий нападающий Герд Мюллер. Эти бывшие звезды чемпионата мира помогли добраться «Страйкерс» до Соккер Боул, матч на первенство в NASL, в 1980 году, где они проиграли «Нью-Йорк Космос» 3:0.

## Переезды
После 1983 года «Страйкерс» были переведены в штат Миннесота, и стали «Миннесота Страйкерс». Этот клуб пережил конец NASL путём присоединения к Major Indoor Soccer League в 1984 году, но в конечном счёте был расформирован в 1988 году.